# The Big Bang
"The Big Bang" é um single produzido pela "Rock Mafia" grupo que produz faixas para vários cantores como "Can't Be Tamed" para Miley Cyrus, "Rock God" para Selena Gomez e "Hook It Up" para Vanessa Hudgens. A canção foi usada para promover a série de TV The Big Bang Theory. Também é tocada no filme LOL, estrelado por Miley Cyrus e Demi Moore.

## Video
O vídeo tem participação especial da cantora e atriz Miley Cyrus e do ator Kevin Zegers. O vídeo mostra Kevin Zegers como guarda de um estacionamento ele começa a ouvir vozes então ele vê Miley dentro de um carro olhando para ele e de repente um carro bate no de Miley esmagando. Kevin corre para socorrê-la e não encontra vê então ela correndo e corre atrás dela. Mostra eles na praia namorando, mostra eles em um carro com cenas bem quentes. Mostra cenas de Kevin no Metrô. No clímax do vídeo Kevin está beijando Miley na rua quando ela desaparece e aparece andando em um carro na rua quando novamente um outro carro bate nela ele vai socorrer ela e novamente ela não está ele então fica parado na rua procurando por ela.

## Possível adaptação para o cinema
Em novembro de 2010, a MTV informou que o Rock Mafia do Tim James havia afirmado que uma adaptação cinematográfica do vídeo da música estava sendo planejado. Em 11 de janeiro de 2011, E! Notícias confirmou que a mãe de Cyrus, Tish Cyrus havia se reunido com Suzanne Todd (que já trabalhou em filmes como Memento , a adaptação de 2010 de Alice no País das Maravilhas , e os de Austin Powers filmes) para discutir o vídeo da música que está sendo criado em um filme Cyrus com a estrela. MTV informou que ainda não tinha Zegers mostrou sua intenção de aderir ao projeto.

## Paradas
| Tabelas musicais (2007-2008)      | Melhor posição |
| --------------------------------- | -------------- |
| Nova Zelândia (Recorded Music NZ) | 17             |
| US Billboard Hot 100              | 98             |
| US Billboard Heatseekers Songs    | 7              |